# Anton Wendling
Anton Wendling (* 26. September 1891 in Mönchengladbach; † 13. Januar 1965 in Münsterlingen) war ein deutscher Maler, Hochschullehrer und Schöpfer von expressionistischen Kirchenfenstern.

## Leben
Wendling wuchs in der Mönchengladbacher Kronprinzenstraße als Sohn des aus dem Hunsrück stammenden Kutschers Anton Wendling (1861–1939) und dessen Ehefrau Elisabeth, geb. Gräff (1861–1913), auf. Nach dem Besuch der Volksschule, die er gemeinsam mit den Freunden Heinrich Lersch und Hans Leifhelm besucht hatte, erlernte er das Handwerk des Lithografen in einer grafischen Kunstanstalt in Mönchengladbach. Nebenher belegte er Abendkurse an der Kunstgewerbeschule Düsseldorf. Nach vierjähriger Lehrzeit trat er eine Stelle im Entwurfsatelier der Glaswerkstätten Franz Binsfeld in Trier an. Die Einsetzung der 1911/1912 von Jan Thorn Prikker geschaffenen Fenster der Neusser Dreikönigenkirche beeindruckte ihn im Jahr 1919 so stark, dass er sich als Dreißigjähriger entschloss, ein Studium an der Kunstgewerbeschule München bei Prikker aufzunehmen, wo er dessen Meisterschüler wurde. Ein weiterer Lehrer war dort Fritz Helmuth Ehmcke. Nach Beendigung des Studiums (1923) und einem Studienaufenthalt in Italien (1924) wurde Wendling Assistent Heinrich Nauens an der Kunstakademie Düsseldorf.
1927 wurde Wendling – berufen durch Rudolf Schwarz – Lehrer für Mosaike und Glasmalerei an der Kunstgewerbeschule Aachen. Seit Anfang der 1930er Jahre war er Mitglied im Deutschen Werkbund und von 1936 bis zu seiner Emeritierung Ordentlicher Professor für Freihandzeichnen und Aquarellieren an der Rheinisch-Westfälischen Technischen Hochschule Aachen. Wendling gehörte ebenso wie Dominikus Böhm, Jan Thorn Prikker und auch Heinrich Campendonk zu den Überwindern des kirchlichen Historismus. Ludwig Schaffrath war sein Assistent und Meisterschüler.

## Werke (Auswahl)
- Pfarrkirche St. Georg (Köln)

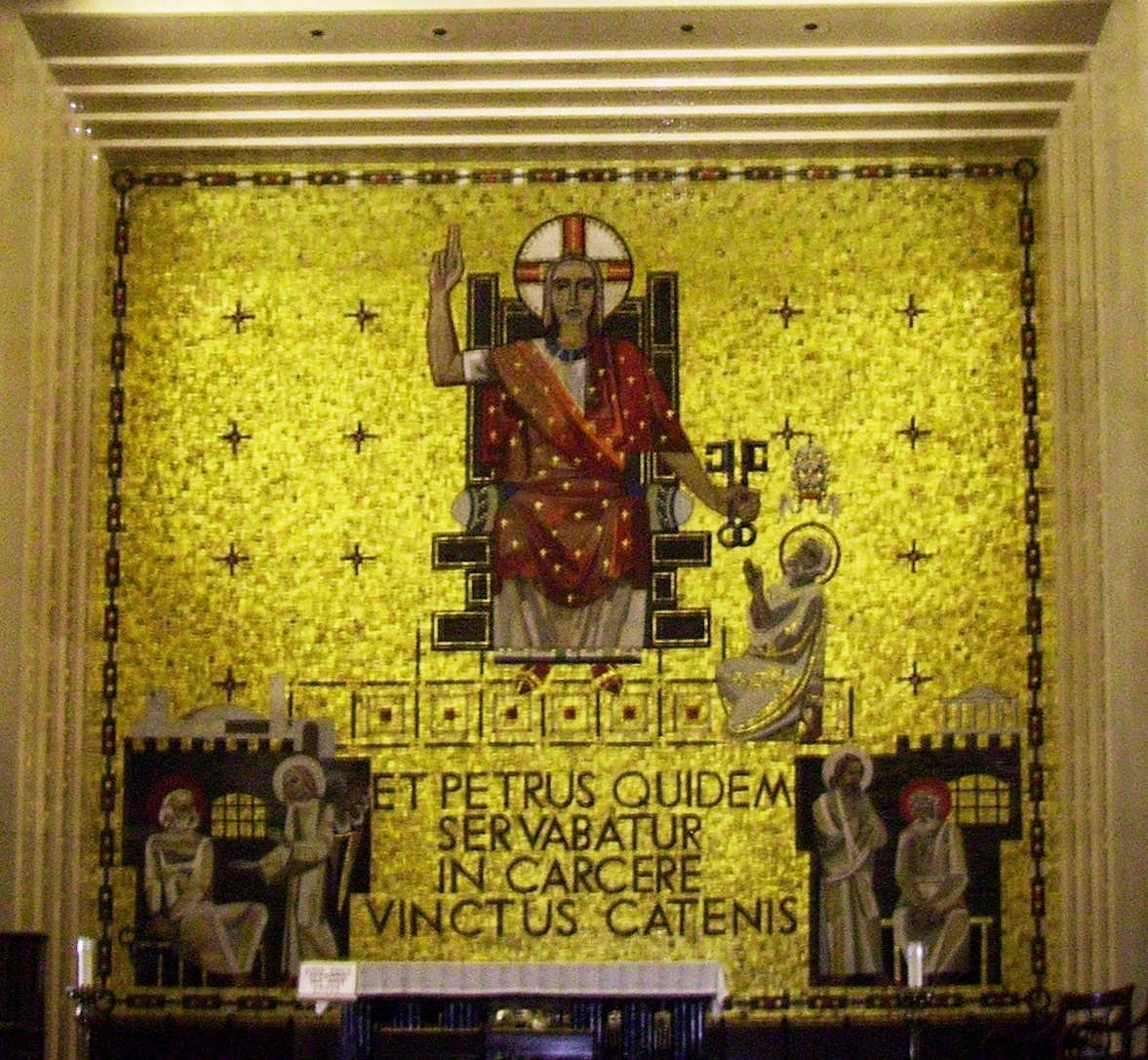
St. Peter in Chains Cathedral, Cincinnati, Pantokrator und Petrus-Szenen

- Pfarrkirche St. Maria im Kapitol (Köln)
- Pfarrkirche St. Peter Mönchengladbach-Waldhausen: Fenster und Petrus-Mosaik (1933)
- Klosterkirche Marienthal (in Marienthal bei Hamminkeln): drei figürliche Kirchenfenster „Verkündigung an Maria“, „Geburt Christi“, „Kreuzabnahme“ (1926)[3] und anderes
- Pfarrkirche St. Clemens Bergisch Gladbach-Paffrath
- Pfarrkirche St. Apollinaris (Lindlar-Frielingsdorf): Fenster (1931 und 1936/37)[4]
- Pfarrkirche St. Agatha in Merchingen – bezüglich St. Agatha in Merchingen siehe auch Clemens Holzmeister und Peter Hecker
- Pfarrkirche St. Maria Magdalena (Brotdorf)
- St. Josef in Saarbrücken-Malstatt: Fenster der Apsis und des Querhauses
- Aachener Dom: die vier Chorlanghausfenster (1949–1951)[5] und ein Fenster in der Nikolauskapelle, alle mit Kreisornamenten gestaltet
- Mindener Dom
- Kirche Kloster Garnstock in Baelen (Belgien): holzgeschnitzte Altarbilder der Seitenaltäre und mehrere Kreuze (1936)
- Katholische Filialkirche St. Borromäus Fischbach-Oberraden (Eifel): Chorfenster (1936)
- Pfarrkirche St. Fronleichnam Essen-Bochold:  1937, in der Krypta die Sakramentsfenster
- Kirche St. Michael (Opladen) (Leverkusen): Kirchenfenster
- Pfarrkirche Heilig Geist (Aachen)
- Herz-Jesu-Kirche (Aachen-Burtscheid): sechs Heiligen-Figuren in Email für den Hauptaltar (ab 1990 galten sie als verschollen, wurden zwischen 2016 und 2022 aufgefunden und hängen seit Oktober 2024 im Kirchenraum[6][7])
- St. Alban (Bötzingen)
- Mainzer Dom: Ausgestaltung der Wappen der Bischöfe und Erzbischöfe von Mainz, beginnend bei Berthold von Henneberg
- Kirche St. Valerius in Moselkern: Kirchenfenster
- Pfarrkirche St. Vitus (Südlohn): Kirchenfenster
- St. Servatii (Münster)
- Ehemalige Stiftskirche (Gaesdonck) bei Goch
- St. Engelbert (Köln) (1953)
- St. Sebastian (Aachen-Hörn), Taufkapelle: Glasfenster „Fische als Symbol der Taufe“ (1954)
- St. Maria Immaculata (Essen-Borbeck) Fenster mit Kreuzornament (1955)
- Kathedrale St. Petrus in Ketten, Cincinnati: Altarwand-Mosaik (1957)
- Doppelkirche Schwarzrheindorf in Bonn-Schwarzrheindorf: Fenster (1956/59 und 1964/67)[8]
- Sankt-Hedwigs-Kathedrale (Berlin): Fenster[9] und zwei Hängeteppiche in Appliken-Technik (1963)
- Stiftskirche St. Viktor (Xanten): großes Westfenster
- Freiburger Münster: Westfenster der Michaelskapelle (1964)[10]

## Ausstellungen
- KULT UND FORM / NEUE EVANGELISCHE KATHOLISCHE UND JÜDISCHE GEBRAUCHSKUNST. Berlin, 1930
- KULT UND FORM / NEUES EVANGELISCHES KATHOLISCHES UND JÜDISCHES KULTSCHAFFEN. Hamburg, 1931
- Religiöse Kunst der Gegenwart. Essen, 1932
- Große Kunstausstellung Essen. Essen, 1933
- Internationale Ausstellung Paris 1937 / Der Deutsche St. Michael-Altar im Vatikan-Pavillon. Paris, 1937
- Christliche Kunst der Gegenwart. Köln, 1948
- ARS SACRA – Junge christliche Kunst. Aachen, 1951
- Arte Liturgica in Germania – 1945/1955. Rom, 1956
- Die Neue Kirche. Köln, 1956
- Kirchliche Kunst im Bistum Aachen 1930 – 1980. Aachen, 1980
- Anton Wendling. Werkauswahl aus dem Nachlaß. Städtisches Museum Abteiberg, Mönchengladbach, 1983
- Anton Wendling. Facettenreiche Formstrenge. Deutsches Glasmalerei-Museum Linnich, Linnich 2009
- Anton Wendling: „in memoriam“: ART Department Villa Museum Zinkhütter Hof, Stolberg 2016
- ARS SACRA – Anton Wendling/Maria Hasemeier-Eulenbruch/Dominikus Böhm: Franziskaner-Klosterkapelle Garnstock, B-Baelen s.V., 2017